# George Panikulam
George Panikulam (em malaiala:  ജോര്‍ജ്ജ് പാനികുളം, Puthenchira, 26 de outubro de 1942) é um diplomata e prelado indiano da Igreja Católica pertencente ao serviço diplomático da Santa Sé.

## Biografia
Após a educação escolar incial, ingressou no Seminário Menor de Santa Maria em Thope, Thrissur. Sua formação no seminário maior foi no Pontifício Seminário São José, em Aluva.
Foi ordenado sacerdote em 11 de março de 1967, pelo bispo George Alapatt e sendo incardinado em Thrissur da Igreja Católica Siro-Malabar.
Depois de um ano de serviço na Catedral de Lourdes de Thrissur como vigário auxiliar, foi enviado a Roma para estudos superiores. Obteve o doutorado em Sagrada Escritura e a licenciatura em Direito Canônico e Sagrada Teologia. Estudou na Pontifícia Academia Eclesiástica para se preparar para a carreira de diplomata a partir de 1975.
Em 4 de dezembro de 1999, o Papa João Paulo II o nomeou núncio apostólico em Honduras, sendo consagrado como arcebispo-titular de Caudium em 6 de janeiro de 2000, na Basílica de São Pedro, pelas mãos do Papa João Paulo II, coadjuvado por Giovanni Battista Re, substituto da Secretaria de Estado da Santa Sé e por Marcello Zago, O.M.I., secretário da Congregação para a Evangelização dos Povos.
Em 3 de julho de 2003, o Papa Bento XVI o nomeou núncio apostólico em Moçambique onde ficou até 24 de outubro de 2008, quando foi transferido para a nunciatura apostólica da Etiópia, com funções de delegado apostólico na Somália. Nesse mesmo ano, em 18 de dezembro, foi nomeado também núncio apostólico em Djibouti.
Em 14 de junho de 2014, o Papa Francisco o nomeou núncio apostólico no Uruguai.
Renunciou ao serviço diplomático por idade, pedido aceito em 26 de outubro de 2017.